# Fernando Ferreira Vaz
Fernando Ferreira Vaz (Rio de Janeiro, 21 de dezembro de 1876 – Rio de Janeiro, 8 de junho de 1939) foi um médico brasileiro.
Foi eleito membro da Academia Nacional de Medicina em 1903, onde é patrono da cadeira 21.